# 1594
1594 (MDXCIV) var ett normalår som började en lördag i den gregorianska kalendern och ett normalår som började en tisdag i den julianska kalendern.

## Händelser

### Februari
- 1 februari – Johan III begravs i Uppsala domkyrka.
- 19 februari – Sigismund kröns till svensk kung tillsammans med sin hustru. Sigismunds krav på fri religionsutövning för katoliker godtas inte av rådet. Frågorna om adelns ställning och kungens makt under frånvaron från Sverige löses inte.
- Februari – Engelske kaptenen Richard Hawkins ändrar namnet på Davis' Land till Hawkins Maydenlande.[1]

### September
- September – Sigismund reser åter till Polen varvid hertig Karl (IX) blir riksföreståndare, dock delande makten med rådet.

## Okänt datum
- En katolsk präst insätts i Vadstena kloster.

## Födda
- 16 februari – Juliana Morell, den första kvinnliga doktoranden i juridik.
- 21 mars – Maria Tesselschade Visscher, nederländsk författare.
- 16 juni – Stefano Durazzo, italiensk kardinal.
- 9 december – Gustav II Adolf, kung av Sverige 1611–1632 (född på morgonen).

## Avlidna
- 2 februari – Giovanni Pierluigi da Palestrina, italiensk tonsättare.
- 14 juni – Orlando di Lasso, nederländsk tonsättare.
- 5 augusti – Eleonora av Österrike, hertiginna av Mantua.
- 2 december – Gerhard Mercator, nederländsk geograf.

### Fotnoter
1. ↑  World Statesmen